# Peter Kiška
Peter Kiska (* 10. května 1981) je slovenský fotbalový útočník, který odehrál většinu své kariéry za MFK Dubnica, kde svůj první zápas odehrál ve věku 17 let a 4 měsíce a za 11 sezon zde odehrál 270 zápasů a dal v nich 43 gólů. Mezi tím byl jednu sezónu v Moldavsku v FC Sheriff Tiraspol, kde odehrál několik zápasů a vrátil se na Slovensko. Momentálně hraje v Česku v Moravskoslezském kraji 1.B třídu sk D za FK Skotnice.